# Causse Méjean

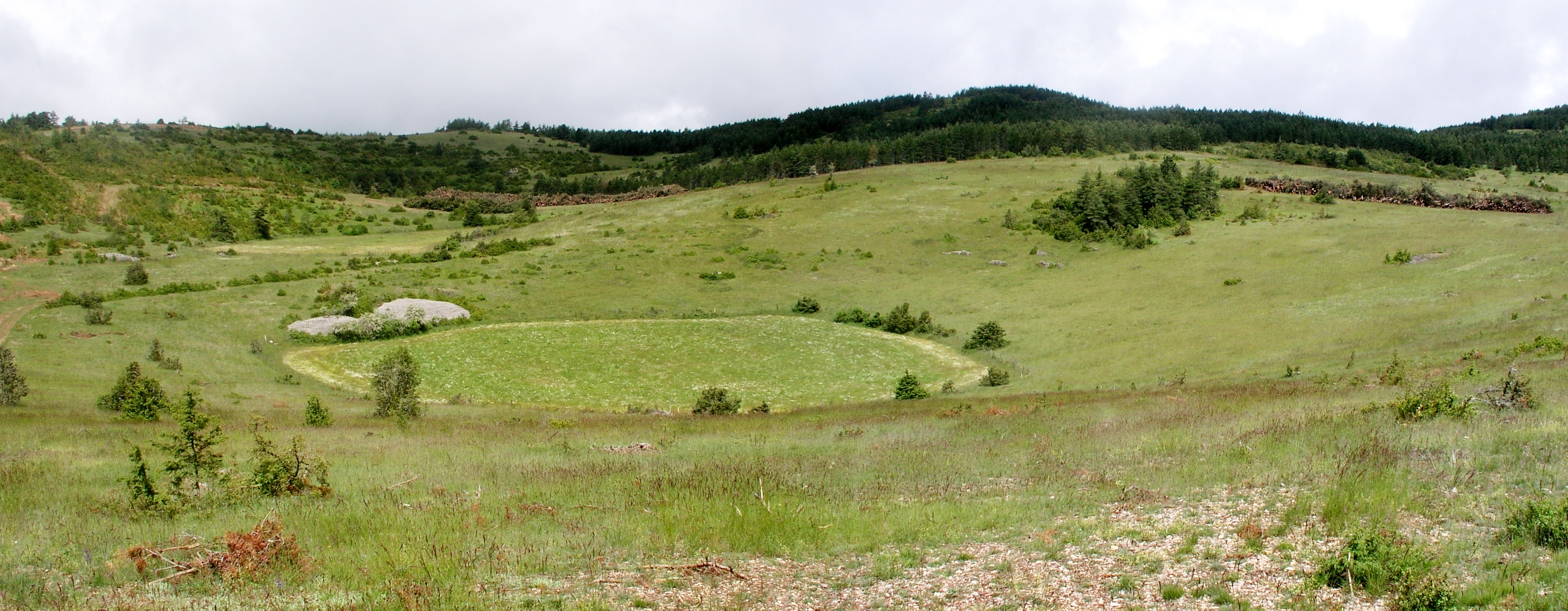
Doline auf der Causse Méjean

Der Causse Méjean ist eine Kalk-Hochebene in Südfrankreich. Er ist der größte und höchstgelegene der im Zentralmassiv liegenden Grands Causses. Er liegt 800 bis 1247 m ü. M., hat eine Fläche von 340 km² und ist mit rund 450 Einwohnern sehr dünn besiedelt (1 Einwohner/km²).
Der Causse Méjean wird im Norden und Westen von der fast 500 Meter tiefen Tarn-Schlucht begrenzt, im Süden durch die Schlucht der Jonte, die bei Peyreleau in den Tarn mündet, und im Osten durch den Tarnon, einem weiteren Nebenfluss des Tarn (Mündung bei Florac). Im Nordwesten schließt sich der Causse de Sauveterre an, im Südwesten der Causse Noir und im Süden und im Osten der Gebirgszug der Cevennen. Der größte Teil des Causse Méjean gehört zum Nationalpark Cevennen, die Causses gehören aber geografisch und geologisch nicht zum Cevennengebirge.
Die westliche Hälfte des Causse Méjean ist stärker bewaldet und etwas niedriger gelegen, die östliche Hälfte ist nur wenig bewaldet, der höchste Punkt liegt am Gargo mit 1247 m ü. M.

Causse Méjean
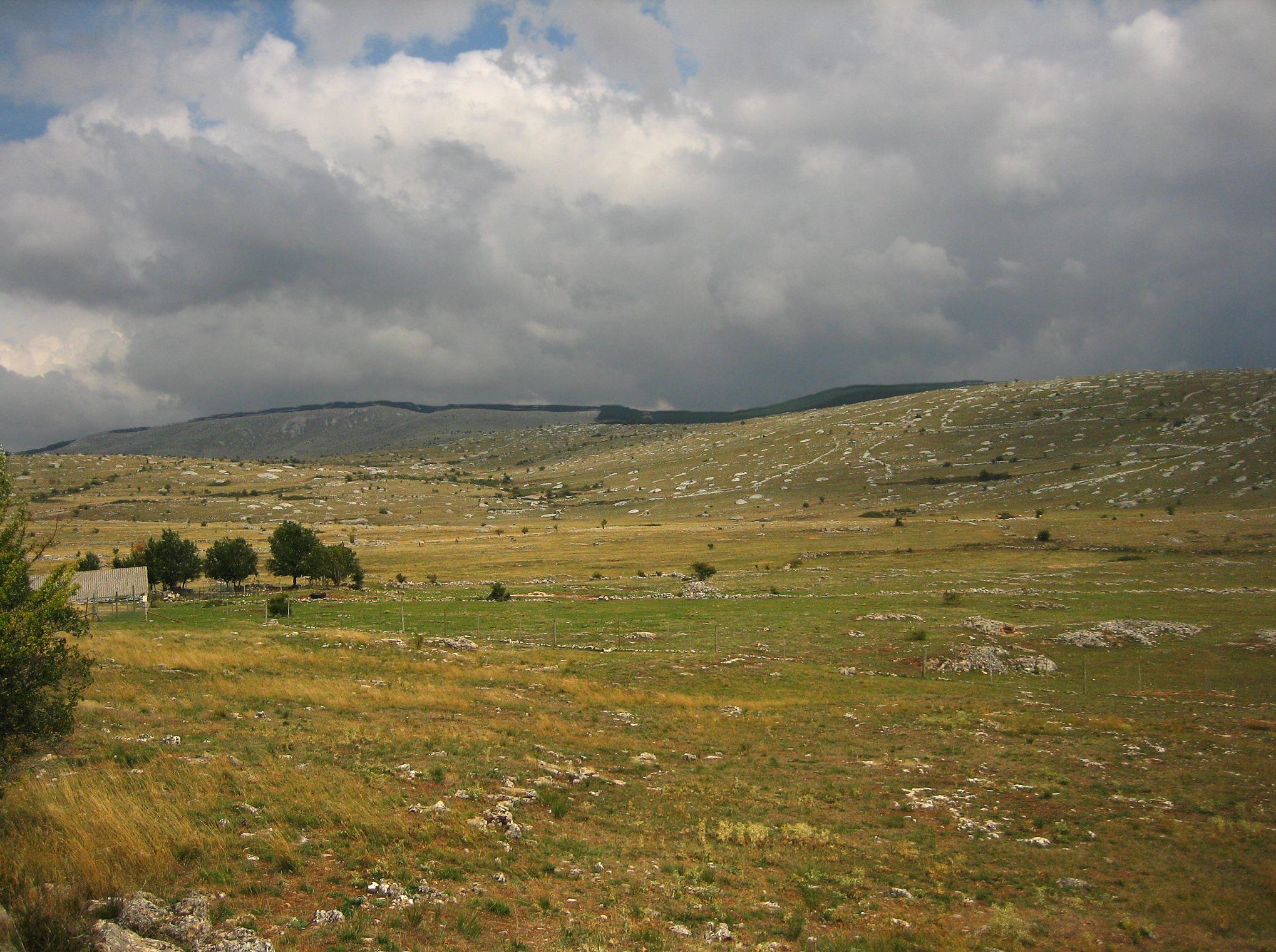
Landschaft des Causse Méjean
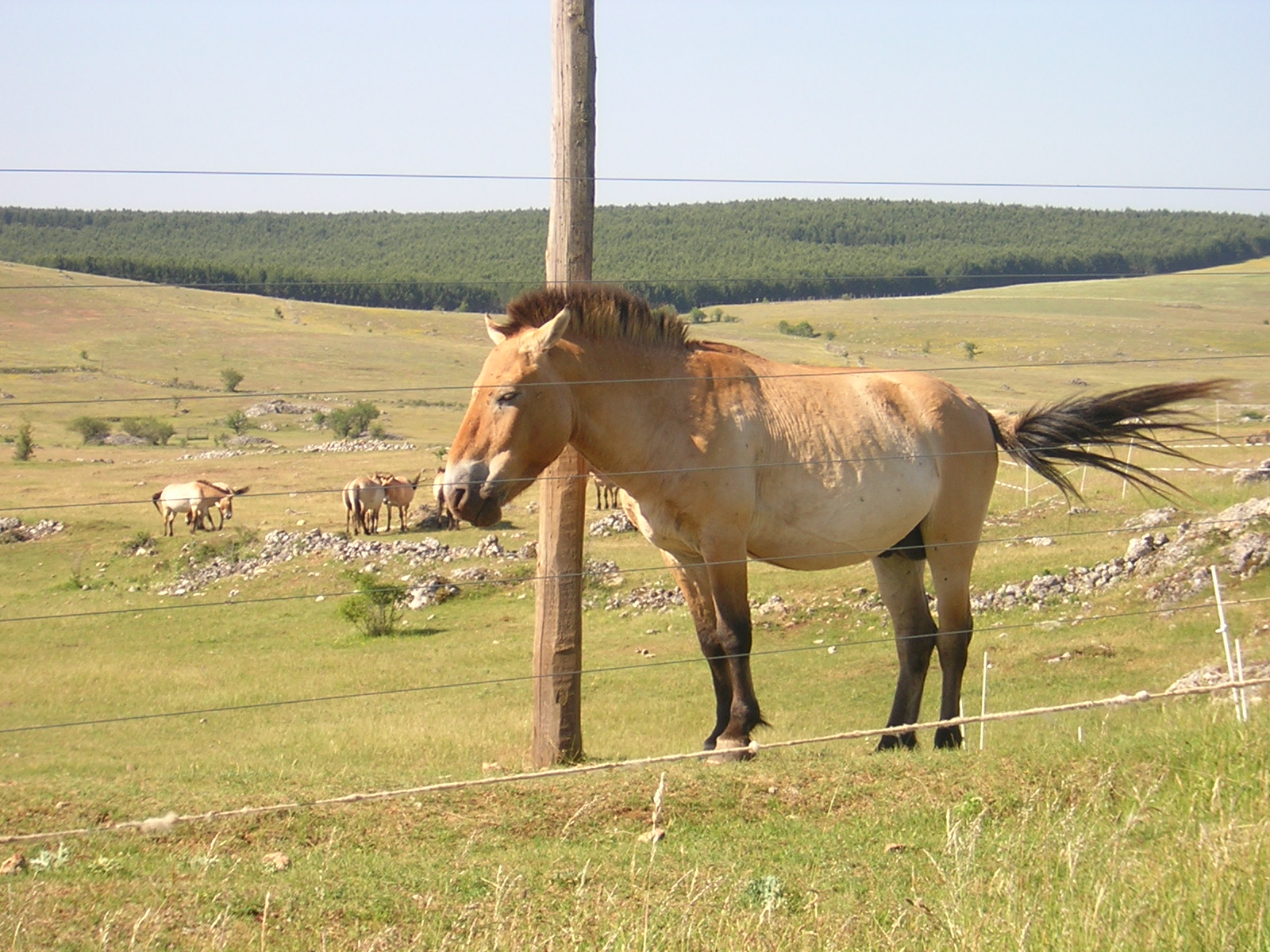
Przewalski-Pferd auf dem Causse Méjean
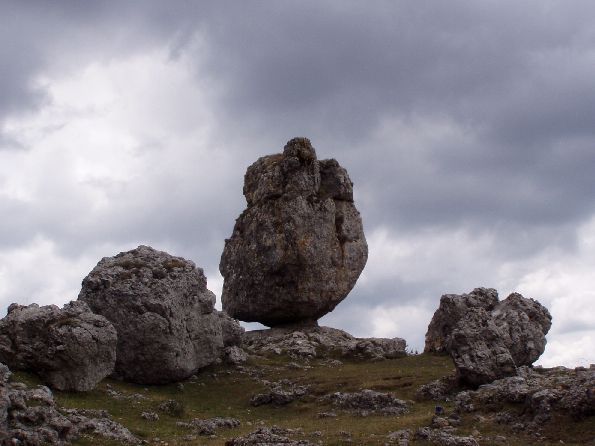
Chaos de Nîmes le Vieux
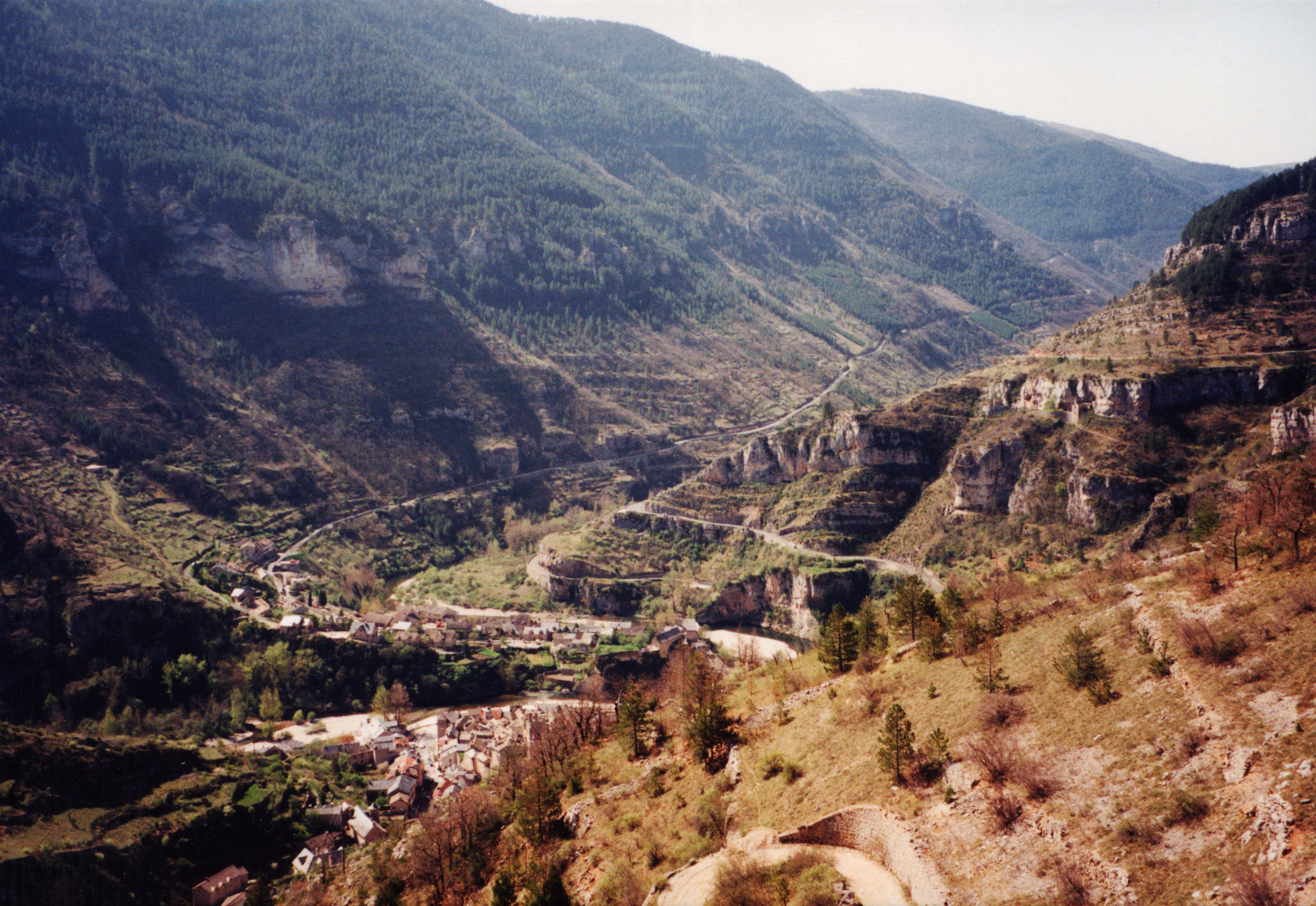
Nordhang des Causse bei Sainte-Enimie
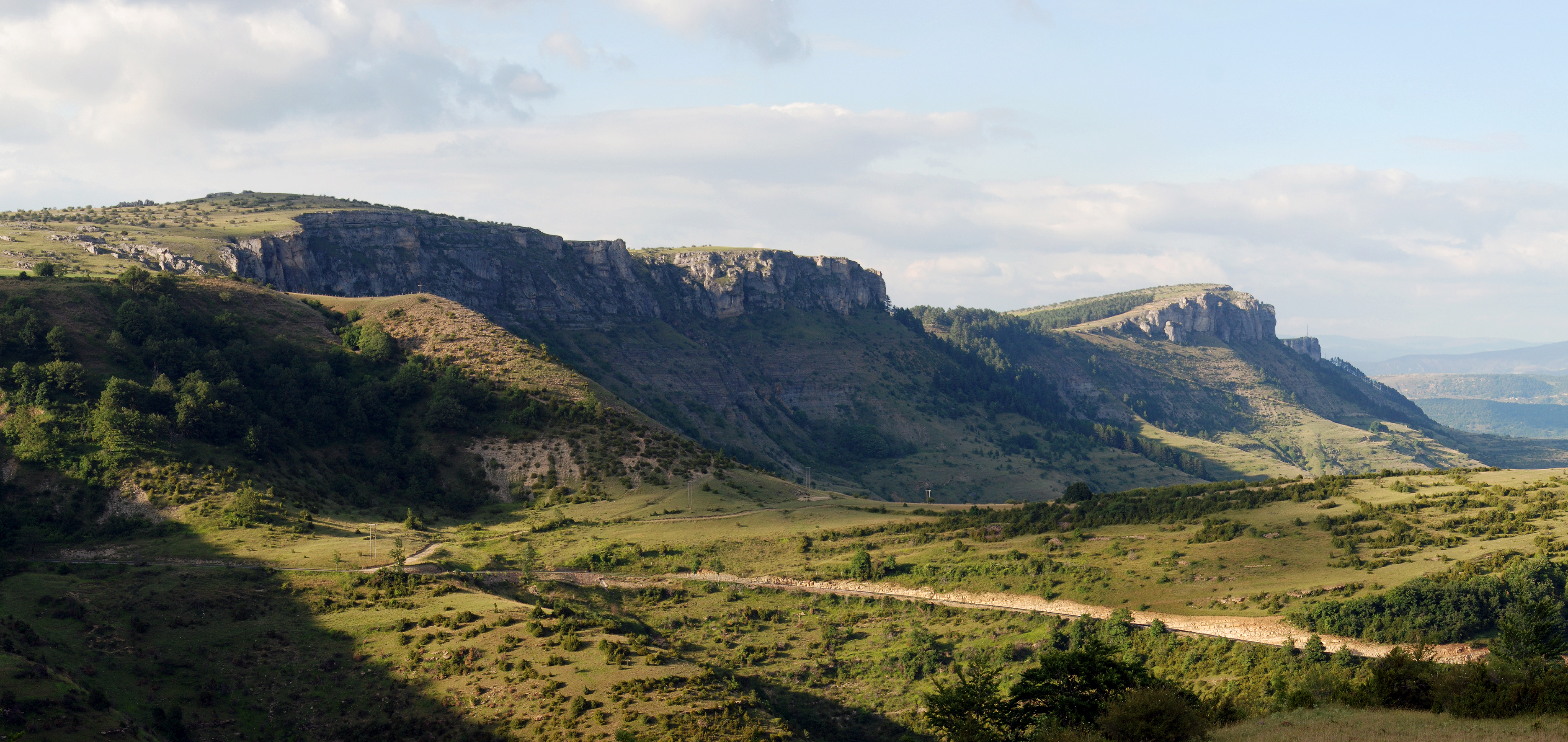
Blick vom Col de Perjuret auf den Südrand des Causse

Im August 2003 gab es auf dem Causse Méjean einen großen Waldbrand.

## Sehenswürdigkeiten
- Die Höhle Aven Armand
- Das Chaos von Nîmes-le-Vieux, eine bizarre Felsenlandschaft
- Die seit 1981 wieder ausgewilderten Gänsegeier – eine Beobachtungsplattform liegt an der Straße von Peyreleau nach Meyrueis
- Die Przewalski-Pferde in le Villaret bei Hures (die Pferde wurden ab 2004 im Khar Us Nuur National Park in der Mongolei ausgewildert)
- Die Felsenbögen bei St Pierre des Tripiers
- Die Felsvasen bei Cassagnes – riesige Monolithe, die am steilen Abgrund der Jonteschlucht stehen (Vase de Chine und Vase de Sèvres)
- Die Menhire bei Costeguison
- Die Dolmen Dolmen de la Marque von Mas-Saint-Chély, des Baumes, und Valbelle, sowie die Tumuli z. B. Le Tumulus e la combe de Maury, nahe dem Aven Armand und bei den Ruinen von la Bastide
- Die Einhegung von La Rode bei Drigas
- Die alten Steinkreuze bei la Retournade und bei le Buffre
- Die einsamen Kapellen St. Come bei Mas St. Chely und St. Gervais bei les Douzes
- Der Museumsbauernhof in Hyelzas
- Die Ruinen von Fretma, einem verlassenen Bauernhof